# L.R. Vicenza
L.R. Vicenza, thường được gọi là Vicenza, là một câu lạc bộ bóng đá Ý có trụ sở tại Vicenza, Veneto. Được thành lập vào năm 1902 với tên Associazione del Calcio tại Vicenza, họ trở thành Lanerossi Vicenza vào năm 1953, sau đó là Vicenza Calcio từ năm 1990 đến 2018, một năm chứng kiến câu lạc bộ bị phá sản và cố gắng duy trì vị trí Serie C vào cuối của mùa giải 2017-18. Renzo Rosso, chủ sở hữu của Diesel, đã sáp nhập Bassano Virtus và một số tài sản của Vicenza Calcio vào một đội, sẽ chơi ở Vicenza, trong khi hai bên sẽ duy trì các đội trẻ khác biệt của họ. Vicenza là đội lâu đời nhất ở Veneto; Chính thức thành lập vào ngày 9 tháng 3 năm 1902 bởi trưởng khoa Liceo Lioy, Tito Buy, và giáo viên giáo dục thể chất cùng trường, Libero Antonio Scarpa.
Câu lạc bộ đã dành toàn bộ những năm 1960, hầu hết những năm 1970 và một phần lớn của những năm 1990 ở Serie A.

## Lịch sử
Vicenza thi đấu tại Giải vô địch Ý lần đầu tiên vào năm 1911; lọt vào trận chung kết cho danh hiệu trước khi bị đánh bại bởi Pro Vercelli, một trong những câu lạc bộ hàng đầu của Ý lúc bấy giờ. Trong những năm 20 và 30, đội đã chơi ở các giải đấu thấp hơn, lần đầu tham gia Serie A vào năm 1942. Ở vòng đấu cuối cùng của mùa giải, một chiến thắng 6-2 trước Juventus ở Torino, có nghĩa là một cuộc trốn thoát vị trí xuống hạng.
Năm 1947, Vicenza hoàn thành ở vị trí thứ năm tại Serie A, nhưng đã xuống hạng vào cuối mùa giải tiếp theo.

### Lanerossi Vicenza

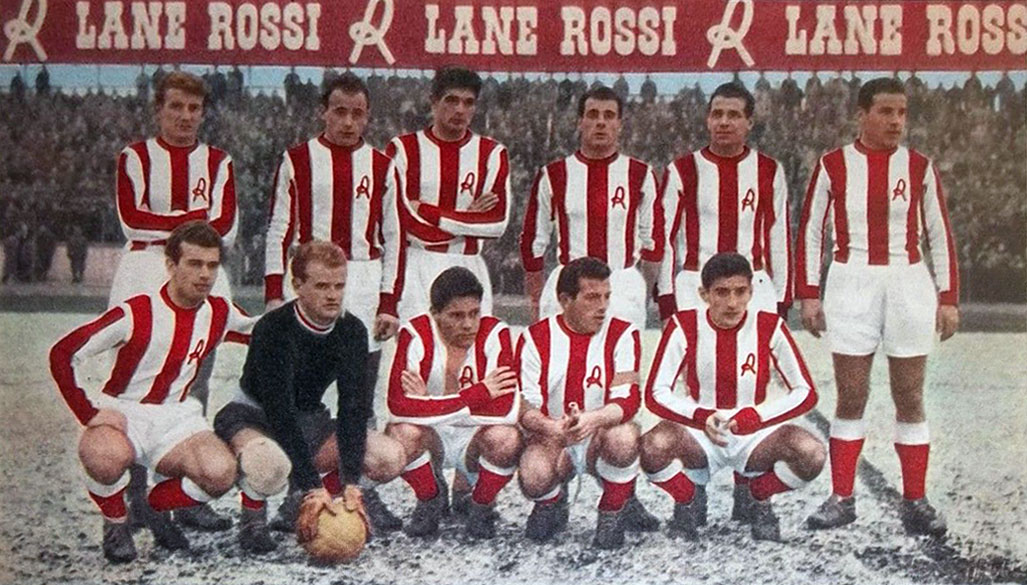
1953-54 LR Vicenza

Đầu những năm 1950 khá rắc rối do vấn đề kinh tế, nhưng vào năm 1953, câu lạc bộ đã được mua bởi Lanerossi, một công ty len từ Schio, với một bên được đổi tên thành Lanerossi Vicenza.
Từ năm 1955 đến 1975 Vicenza không bao giờ rời khỏi giải đấu cao nhất, luôn trong một cuộc chiến khó khăn chống lại vị trí xuống hàng. Trong thời kỳ này, đội còn được gọi là Nobile Provincee (Tỉnnh cao quý). Năm 1964 và 1966 đội đã hoàn thành 6, với cầu thủ Brazil Luis Vinicio đầu ghi bàn khi kết thúc giải đấu với 25 bàn thắng.
Vào năm 1975, câu lạc bộ đã bị xuống hạng, tuy nhiên, sau khi  chiến thắng tại giải hạng hai 1976-77, cuối cùng họ sẽ kết thúc giải á quân ở mùa giải tiếp theo với một cầu thủ trẻ Paolo Rossi dẫn đầu bảng xếp hạng với 24 bàn thắng. Vào năm đó, đội bóng có biệt danh là Real Vicenza. Chủ tịch câu lạc bộ Giuseppe Farina vừa mua tiền đạo từ Juventus với mức phí kỷ lục 2,6 tỷ lire, nhưng cuối cùng đội sẽ xuống hạng hai giải đấu chỉ trong ba mùa. 

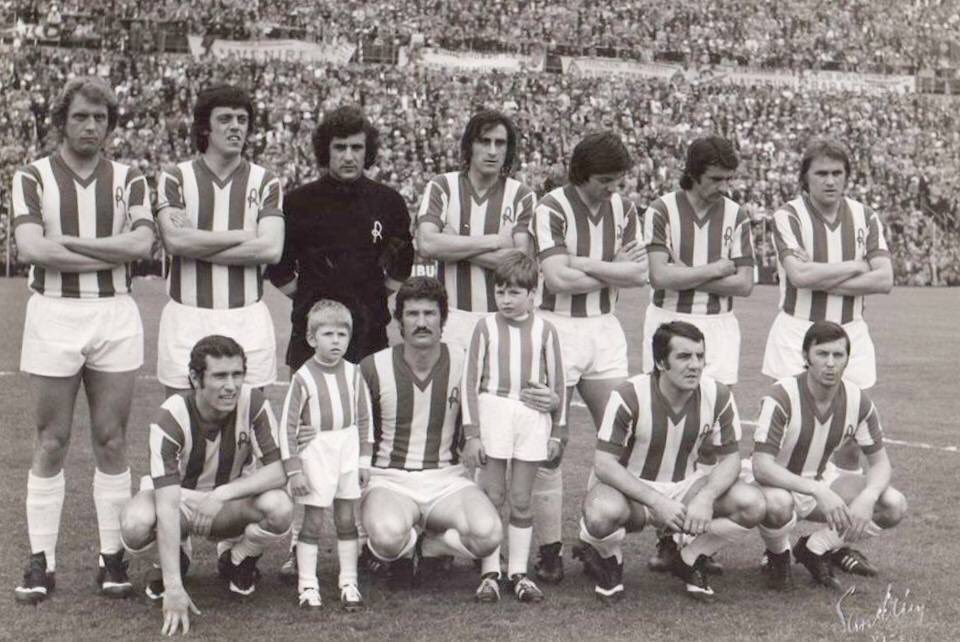
1973-74 LR Vicenza

Vào giữa những năm 1980, Roberto Baggio bắt đầu sự nghiệp của mình tại câu lạc bộ, dẫn đội đến Serie B. Năm 1986 Vicenza đạt được một suất thăng hạng lên giải đấu hàng đầu mà sau đó đã bị từ chối do liên quan đến vụ bê bối dàn xếp chữa trận đấu Totonero thứ hai. Câu lạc bộ đã sớm xuống hạng trở lại Serie C1.

### Vicenza Calcio

1990-2018 Logo Vicenza Calcio

Năm 1990 Vicenza lấy lại tên hiện tại và được thăng hạng Serie B vào năm 1993, nhờ HLV Renzo Ulivieri. Người kế vị của ông, Francesco Guidolin đã đưa đội bóng trở lại Serie A vào năm 1995, và dẫn dắt đội qua các mùa giải thành công liên tiếp. Sau khi kết thúc thứ chín trong giải đấu, câu lạc bộ đã giành Cúp quốc gia Ý 1996-97 với chiến thắng chung cuộc 3-1 trước Napoli, cuối cùng lọt vào bán kết Cup Winners 'Cup năm tới, bị đánh bại bởi Chelsea sau khi giành chiến thắng 1-0 ở trận lượt đi tại Vicenza.
Năm 1999 đội đã xuống hạng Serie B và sau khi quay trở lại Serie A 2000-01, bị xuống hạng Lega Pro Prima Divisione vào năm 2005, sau khi thua trận trụ hạng playout trước Triestina. Tuy nhiên, câu lạc bộ đã được chuyển đến Serie B vì FIGC đã xác định rằng CFC Genoa đã dàn xếp trận đấu cuối cùng của mùa giải.
Trong mùa giải 2011-12, câu lạc bộ đã xuống hạng Lega Pro Prima Divisione sau khi thua trận play-off xuống hạng trước Empoli. Vicenza, tuy nhiên, đã được ở lại Serie B vào đêm trước mùa giải 2012-13 thay cho Lecce trong vụ bê bối bóng đá 2011-12. Tuy nhiên, câu lạc bộ đã kết thúc năm 2012-13 ở vị trí 19; thua trận play-out và cuối cùng bị xuống hạng sau khi bị loại ở hai mùa trước. 

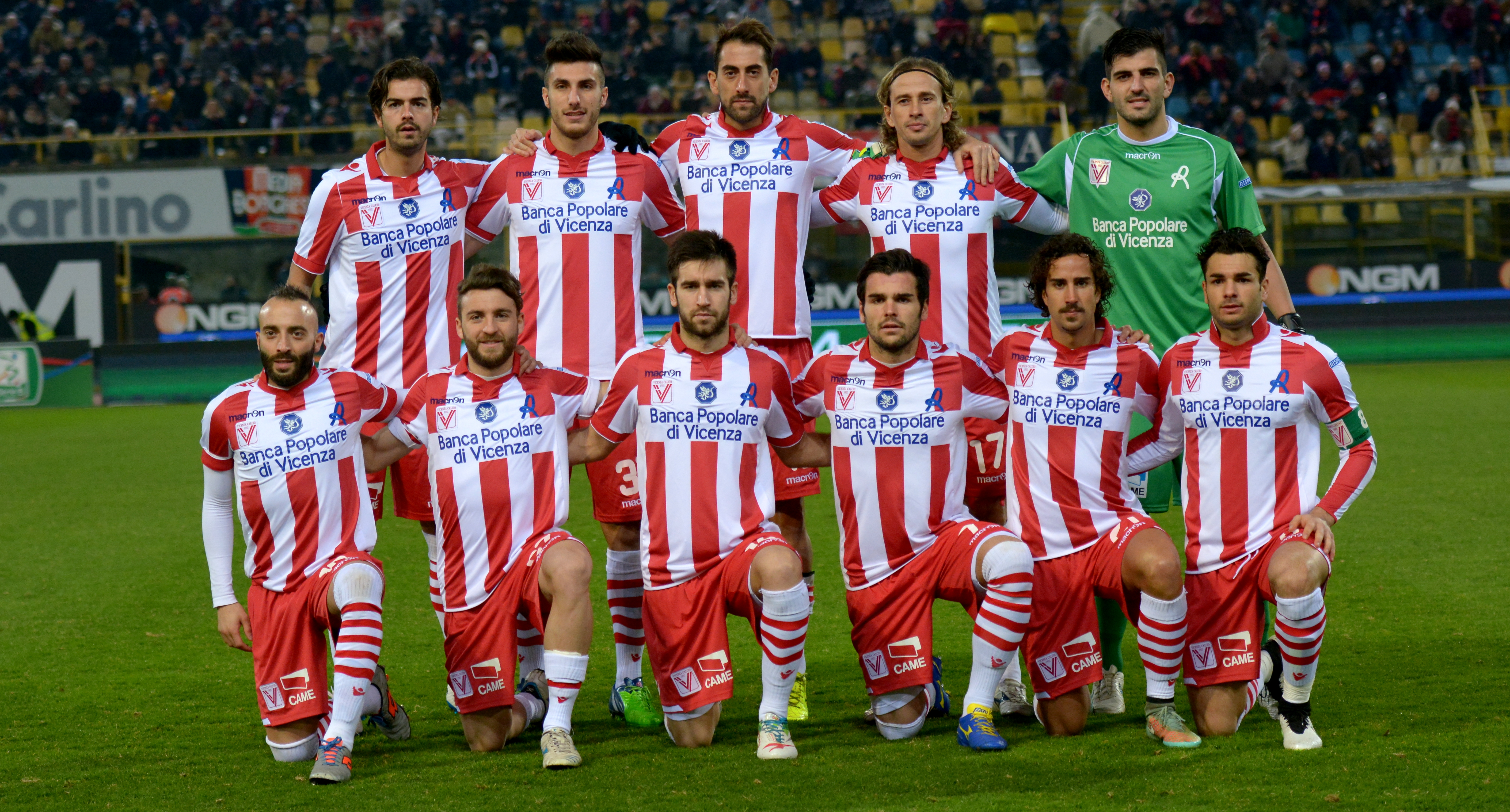
2014-15 Vicenza Calcio

Vicenza kết thúc mùa giải 2013-14 ở vị trí thứ năm, bị Savona đánh bại liên tiếp trong trận play-off thăng hạng, và do chơi mùa giải 2014-15 Lega Pro thống nhất, sẽ có trận derby crosstown chưa từng có trước Real Vicenza. Tuy nhiên, việc giải thể Siena đồng nghĩa với việc Vicenza được thăng hạng trở thành đội bóng thứ 22 tại Serie B. Vicenza bị xuống hạng một lần nữa khi kết thúc cuộc thi 2016-17 Serie B sau khi kết thúc ở vị trí thứ 20.

#### Thay đổi quyền sở hữu
Câu lạc bộ bước vào quá trình tái cơ cấu nợ kể từ tháng 3 năm 2016, mà giám đốc mới tuyên bố rằng câu lạc bộ yêu cầu tái cấp vốn ít nhất € 20   triệu. Vi.Fin. Sp A., một phương tiện đặc biệt cho một tập đoàn các nhà đầu tư mới, chỉ được cung cấp 2,5 €   triệu cổ phiếu mới của câu lạc bộ vào tháng 5 năm 2016. Ngay trước khi tái cấp vốn, Vi.Fin. mua lại hầu hết cổ phần của câu lạc bộ từ Finalfa Srl, một công ty thuộc sở hữu của Sergio Cassingena.
Cựu chủ tịch Vicenza Tiziano Cunico và Giám đốc điều hành Dario Cassingena cũng bị công tố viên của Liên đoàn bóng đá Ý (FIGC) kiện vào tháng 9 năm 2016 vì cáo buộc báo cáo lợi nhuận giả từ trao đổi cầu thủ với Parma; nơi giá được tăng lên so với màn trình diễn của họ trong đội đầu tiên. Những cầu thủ trong cuộc điều tra liên quan đến Vicenza là Sandrini (được bán cho Parma cho Malivojević; cả hai người chơi đều được định giá 1,2 €   triệu)  Cuối cùng, câu lạc bộ và các giám đốc đã không được phép thu phí do hết thời gian tố tụng. Trong một vấn đề khác, Dario Cassingena đã bị Tòa án Vicenza kết án 10 tháng (quản chế), sau khi câu lạc bộ bóng đá không nộp thuế giá trị gia tăng kịp thời.
Vào ngày 1 tháng 6 năm 2017, hợp đồng của tổng giám đốc Andrea Gazzoli đã được giải quyết trong một thỏa thuận chung  và vào ngày 5 tháng 6, Alfredo Pastorelli từ chức chủ tịch; trích dẫn những rắc rối tài chính của câu lạc bộ. Vào ngày 10 tháng 7 năm 2017, Boreas Capital Sàrl có trụ sở tại Luxembourg tuyên bố sẽ mua câu lạc bộ. Công ty mẹ của Boreas Capital là GS Holding có trụ sở tại Dubai.
Tuy nhiên, câu lạc bộ phải đối mặt với một rắc rối tài chính khác trong mùa đầu tiên sở hữu mới. Football Italia báo cáo rằng câu lạc bộ đã không trả lương từ tháng 9 năm 2017.
Vicenza bị tuyên bố phá sản vào ngày 18 tháng 1 năm 2018. Đội kết thúc ở vị trí thứ 17 của bảng B mùa giải 2017-18 Serie C, chiến thắng Santarcangelo trong các trận đấu "play-out" tránh xuống hạng.

### LR Vicenza Virtus
Vào ngày 24 tháng 5 năm 2018, đội đã được công bố bởi Stefano Rosso, chủ tịch của Bassano Virtus, (một đội cũng đến từ tỉnh Vicenza), đội của ông ấy sẽ bắt đầu chơi ở Vicenza vào năm 2018-19 Serie C Vicenza Virtus, trong khi vẫn giữ cả hai hệ thống đội trẻ của Vicenza và Bassano.
Cũng trong tháng đó, Tập đoàn OTB của gia đình Rosso đã mua lại một số tài sản của Vicenza Calcio (không có danh hiệu thể thao của câu lạc bộ như Bassano Virtus đã có vào năm 2018-19 Serie C đó là sự tái tổ chức của pháp nhân của Bassano Virtus 55 ST.
Tuy nhiên, do Điều 52 của NOIF, công ty mới từ Vicenza cũng có thể nộp đơn xin kết nạp vào bộ phận dưới quyền thay thế Vicenza Calcio, do đó, một câu lạc bộ khác, AC Vicenza 1902 được thành lập cũng như ký hợp đồng với cựu cầu thủ bóng đá quốc tế người Pháp Djibril Cissé, mặc dù không có được tài sản của câu lạc bộ cũ. Tuy nhiên, nó đã được báo cáo rằng đơn nộp như vậy đã bị từ chối. AC Vicenza 1902 chỉ có thể chơi tại Terza Cargetoria. AC Vicenza 1902 cũng đã ký hợp đồng với Mathieu Manset và Clement Maury.

## Danh dự
- Serie B
  - Vô địch: 1954-55, 1976-77, 1999-2000
- Coppa Italia
  - Vô địch: 1996-97
- Coppa Italia Serie C
  - Vô địch: 1981-82

### Quốc tế
- Cúp Benelux
  - Vô địch: 1961
- Uhrencup
  - Vô địch: 1965